# William Jackson Humphreys
William Jackson Humphreys (Gap Mills, Condado de Monroe, Virgínia Ocidental, 3 de fevereiro de 1862 – Washington, D.C., 10 de novembro de 1949) foi um físico e pesquisador atmosférico estadunidense.

## Biografia
Filho de Jackson e Eliza Ann (née Eads) Humphreys. Estudou física na Washington and Lee University em Virgínia e depois na Universidade Johns Hopkins em Baltimore, onde obteve um Ph.D. em 1897, orientado por Henry Augustus Rowland.
Trabalhou nas áreas da espectroscopia, física atmosférica e meteorologia. Na área da espectroscopia iniciou o estudo do desvio das linhas espectrais sob pressão. Na física atmosférica encontrou um modelo muito bom para a estratosfera em 1909. Escreveu diversos livros, incluindo um livro-texto intitulado Physics of the Air, primeiro publicado em 1920 e considerado uma obra padrão na época. Também teve alguns cargos acadêmicos em universidades. Concluiu que a erupção do Monte Tambora de 1815 foi responsável pelo subsequente esfriamento conhecido como Ano sem Verão.
De 1905 a 1935 trabalhou como físico para o U.S. Weather Bureau, predecessor do Serviço Nacional de Meteorologia dos Estados Unidos. Foi palestrante convidado do Congresso Internacional de Matemáticos em Toronto (1924).